# حبيل الديمة (المسيمير)

تعديل مصدري - تعديل

حبيل الديمة هي إحدى قرى عزلة المسيمير بمديرية المسيمير التابعة لمحافظة لحج، بلغ تعداد سكانها 30 نسمة حسب تعداد اليمن لعام 2004.